# Liste der Straßennamen von Ellzee
Die Liste der Straßennamen von Ellzee listet alle Straßennamen von Ellzee und den Ortsteilen Hausen, Hilbertshausen, Riedmühle und Stoffenried auf.

## Liste geordnet nach den Orten
In dieser Liste werden die Straßennamen den einzelnen Orten zugeordnet und kurz erklärt.

### Ellzee
| Straßenname                  | |
| ---------------------------- | --- |
| Am Bahnhof                   | benannt nach dem Haltepunkt Ellzee an der Mittelschwabenbahn, der etwa einen Kilometer östlich des Dorfes liegt |
| Am Grünfeld                  | benannt nach dem Flurnamen Grünfeld; einen Kilometer östlich des Dorfes am Bahnhaltepunkt                       |
| Am Gängele                   | |
| Bahnhofstraße                | benannt nach dem Haltepunkt Ellzee an der Mittelschwabenbahn                                                    |
| Fischerweg                   | Straße, die an die Günz führt                                                                                   |
| Friedrich-Stadelmaier-Straße | benannt nach dem früheren Ortspfarrer Friedrich Stadelmaier                                                     |
| Grundweg                     | |
| Hausener Weg                 | benannt nach dem Ortsteil Hausen, in das die Straße führt                                                       |
| Höhenweg                     | |
| Ichenhauser Straße           | benannt nach der Stadt Ichenhausen, in die die Verlängerung der Straße führt (Kreisstraße GZ 1)                 |
| Karl-Mengele-Straße          | benannt nach Karl Mengele – Firma Mengele Agrartechnik                                                          |
| Kesselgasse                  | |
| Ludwig-Faist-Straße          | benannt nach Ludwig Faist – Firma Faist (einen Kilometer östlich des Dorfes am Bahnhaltepunkt)                  |
| Maderweg                     | benannt nach dem früheren Hausnamen Mader.                                                                      |
| Nordendstraße                | Straße im Norden des Dorfes                                                                                     |
| Pfarrer-Walk-Straße          | benannt nach dem Ehrenbürger Pfarrer Karl Walk, geb. in Ellzee, Pfarrer in Obergünzburg                         |
| Salzweg                      | nach einer uralten überregionalen Salztrasse, 1925 aufgebrochen                                                 |
| Schönhaldeweg                | |
| Schulweg                     | benannt nach der Ellzeer Schule                                                                                 |
| Stoffenrieder Straße         | benannt nach dem Dorf Stoffenried, in das die Straße führt (Kreisstraße GZ 1)                                   |

### Hausen
| Straßenname        |                                                                          |
| ------------------ | ------------------------------------------------------------------------ |
| Am Friedhof        | benannt nach dem Hausener Friedhof                                       |
| Am Käppele         | benannt nach der Feldkapelle am nordöstlichen Dorfende                   |
| Hauptstraße        | Hauptstraße des Dorfes (Kreisstraße GZ 6)                                |
| Hilbertshauser Weg | benannt nach dem Weiler Hilbertshausen, in den der Weg führt             |
| Holzgasse          | parallel zur alten Holzgasse, die westwärts direkt ins Holz (Wald) führt |
| Im Oberdorf        |                                                                          |
| Schulgasse         | benannt nach der ehemaligen Hausener Schule                              |

### Stoffenried
| Straßenname       |                                                                                                   |
| ----------------- | ------------------------------------------------------------------------------------------------- |
| Am Hopfenberg     | bezieht sich darauf, dass früher an diesem Ort Hopfen angebaut wurde                              |
| An der Bildsäule  |                                                                                                   |
| Brandweg          | benannt nach dem Flurnamen Brandfeld                                                              |
| Brühlstraße       | benannt nach den feuchten Wiesen im Tal des Hausener Bach (Brühl bedeutet feuchte sumpfige Wiese) |
| Forsthausstraße   | benannt nach dem Stoffenrieder Forsthaus                                                          |
| Haldenweg         | benannt nach dem Ort, an dem in früherer Zeit der Abfall des Dorfes entsorgt wurde                |
| Kirchstraße       | benannt nach der Stoffenrieder Kirche                                                             |
| Poststraße        | benannt nach der ehemaligen Poststelle von Stoffenried (Kreisstraße GZ 6)                         |
| Rothenhofstraße   | (Kreisstraße GZ 6)                                                                                |
| Schwaningerstraße | (Kreisstraße GZ 1, teils auch GZ 6)                                                               |
| Weiherstraße      | benannt nach dem Dorfweiher von Stoffenried                                                       |

In dem Weiler Hilbertshausen und der Einöde Riedmühle gibt es keine Straßennamen. Hier haben die Häuser nur Hausnummern.

## Alphabetische Liste
In Klammern ist der Ort angegeben, in dem die Straße ist.
| - Am Bahnhof (Ellzee) - Am Friedhof (Hausen) - Am Gängele (Ellzee) - Am Grünfeld (Ellzee) - Am Hopfenberg (Stoffenried) - Am Käppele (Hausen) - An der Bildsäule (Stoffenried) - Bahnhofstraße (Ellzee) - Brandweg (Stoffenried) - Brühlstraße (Stoffenried) - Fischerweg (Ellzee) - Forsthausstraße (Stoffenried) - Friedrich-Stadelmaier-Straße (Ellzee) - Grundweg (Ellzee) - Haldenweg (Stoffenried) - Hauptstraße (Hausen) - Hausener Weg (Ellzee) - Hilbertshausen (Hilbertshausen) - Hilbertshauser Weg (Hausen) - Höhenweg (Ellzee) - Holzgasse (Hausen) - Ichenhauser Straße (Ellzee) - Im Oberdorf (Hausen) | - Karl-Mengele-Straße (Ellzee) - Kesselgasse (Ellzee) - Kirchstraße (Stoffenried) - Ludwig-Faist-Straße (Ellzee) - Maderweg (Ellzee) - Nordendstraße (Ellzee) - Pfarrer-Walk-Straße (Ellzee) - Poststraße (Stoffenried) - Raiffeisenstraße (Ellzee) - Riedmühle (Riedmühle) - Rothenhofstraße (Stoffenried) - Salzweg (Ellzee) - Schönhaldeweg (Ellzee) - Schulgasse (Hausen) - Schulweg (Ellzee) - Schwaningerstraße (Stoffenried) - Stoffenrieder Straße (Ellzee) - Weiherstraße (Stoffenried) |

| ↑ Zurück zum Inhaltsverzeichnis |